# تشارلز فينتر (لاعب كريكت)
تشارلز فينتر (9 أكتوبر 1866 في المملكة المتحدة - 3 أبريل 1954 في المملكة المتحدة) (بالإنجليزية: Charles Winter)‏ هو لاعب كريكت بريطاني (وحمل سابقاً جنسية المملكة المتحدة لبريطانيا العظمى وأيرلندا). لعب مع نادي مقاطعة سومرست للكريكت ‏.